# BK Arena
Kigali Arena (eller BK Arena af sponsorårsager) er en indendørs multifunktionel arena beliggende i Rwandas hovedstad Kigali. Stedet blev indviet den 9. august 2019, og har en kapacitet på 10.000 siddepladser.